# ستيفان فان دام
ستيفان فـان دم (بالهولندية: Stefan van Dam)‏ هو لاعب كرة قدم هولندي، ولد في 3 مارس 1983. لعب مع توب أوس.